# César Alayola Barrera
César Alayola Barrera (San Francisco de Campeche, Campeche, México; 30 de junio de 1893 - Mérida, Yucatán; 27 de marzo de 1966) fue un abogado y político mexicano. Fue gobernador constitucional del estado de Yucatán entre 1934 y 1935 durante la presidencia del general Lázaro Cárdenas quien condujo el proyecto de la reforma agraria en México y, desde luego, en Yucatán. Anteriormente, fue gobernador interino de estado de Yucatán, durante la gubernatura de Felipe Carrillo Puerto de quien fue Secretario General de gobierno.

## Datos históricos
Derrotado el delahuertismo en Yucatán y aplacados los rebeldes golpistas desde 1925, Bartolomé García Correa llegó a ser gobernador de Yucatán, cargo al que accedió en 1930. Al término de su mandato fue sustituido por César Alayola quien derrotó en las elecciones de Yucatán de 1933 a Antonio Mediz Bolio.
A partir de 1934 con la llegada al poder del presidente Lázaro Cárdenas, se activó en México el proceso de la reforma agraria, repartiéndose grandes extensiones de tierra entre los jornaleros y trabajadores del campo. En Yucatán había un estado de incertidumbre y aunque en 1935 se determinó la repartición de algunas haciendas henequeneras, particularmente en la zona de Tixkokob y sus comisarías Euán y Ekmul, no había claridad en lo que vendría después. Los hacendados y propietarios privados estaban en pie de alerta y presionaban para evitar la reforma. El gobernador Alayola Barrera era anti-agrarista y estaba en contra de la repartición de la haciendas. El general Cárdenas, había hecho saber, desde su campaña política por Yucatán, en los meses anteriores a su toma de posesión, que buscaría acciones agrarias más intensas y definitivas. Había gran tensión en el ambiente político de Yucatán.
Alayola, quien asumió la gubernatura estatal también en 1934, debió reconocer la falta de viabilidad política de su mandato y solicitó licencia para abandonar su cargo. Fue finalmente sustituido por Fernando López Cárdenas, el 5 de octubre de 1935, una vez que este fue designado por el congreso local.
La reforma agraria en Yucatán fue concretada en el mes de agosto de 1937, cuando ya era gobernador del estado Florencio Palomo Valencia, quien sucedió en el encargo a Fernando López Cárdenas, depuesto nueve meses después de haber accedido al poder ante serios conflictos sociales que se vivieron en Yucatán en 1936.